# Suspensão multibraço
A suspensão multibraço ou multilink  é um tipo de suspensão automotiva que caracteriza-se pela utilização de três ou mais "braços" que ligam o chassi do veículo ao seu eixo. Esta tecnologia geralmente é usada no eixo traseiro dos automóveis e assegura a posição correta da roda, independente da condição de rodagem.
Este tipo de suspensão é utilizada quando há tração integral, com subchassi no lugar do eixo de torção (que não pode transmitir tração). Consiste de braço superior e inferior mais outro de locação longitudinal, formando um conjunto de alta eficiência. A mola helicoidal e o amortecedor são separados, este bem afastado e em direção à traseira, para maior campo de atuação.
Alguns sistemas de suspensão multi braço são controlados eletronicamente.

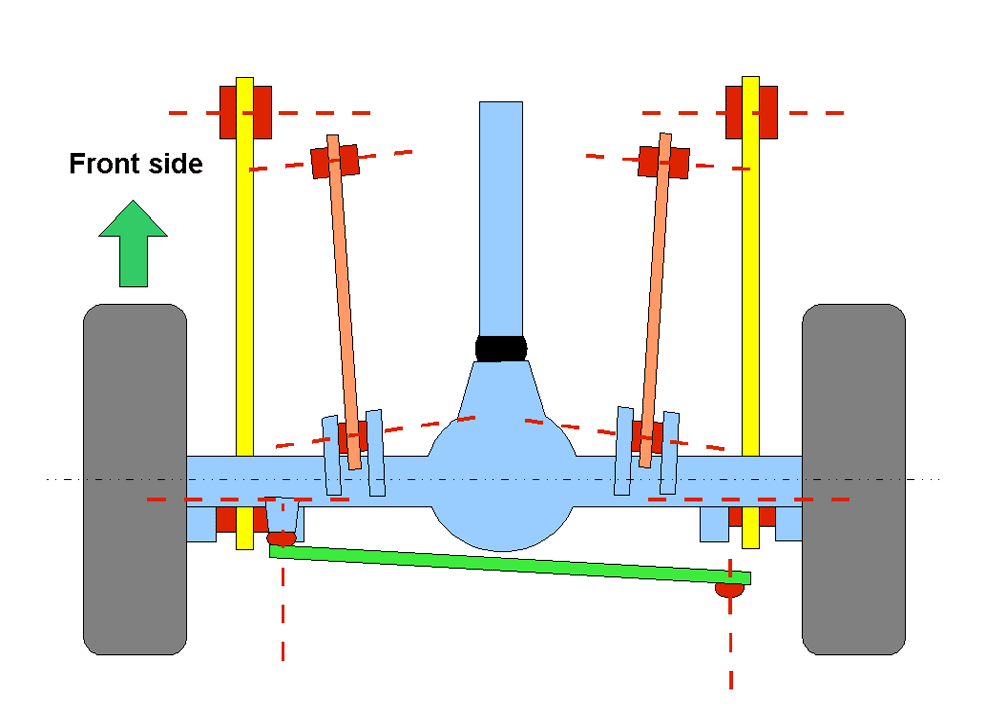
Multi-link com eixo rígido

Também pode ser usada com o sistema de eixo rígido, oferecendo vantagens sobre o sistema convencional.